# Greenfield (Illinois)
Greenfield ist eine Stadt im Greene County des Bundesstaats Illinois in den Vereinigten Staaten mit 1059 Einwohnern (Stand: Volkszählung 2020). Die Stadt nimmt eine Fläche von 4,4 km² ein.

## Geographie
Die Stadt erstreckt sich über 4,4 km², die ausschließlich aus Landfläche bestehen
40 Kilometer westlich von Greenfield fließt bei Kampsville der Illinois River. Weitere rund 13 Kilometer in westlicher Richtung befindet sich der Mississippi River, der die Grenze zum benachbarten Bundesstaat Missouri bildet.
Durch Greenfield verläuft in Nord-Süd-Richtung die Illinois State Route 267, auf die im Zentrum eine Reihe untergeordneter Straßen von regionaler Bedeutung treffen.
Die nächstgelegenen größeren Städte sind Illinois’ Hauptstadt Springfield (93 Kilometer nordöstlich), Hannibal (Missouri) (136 Kilometer westnordwestlich), und St. Louis in Missouri (88 Kilometer südlich).

## Persönlichkeiten
- Eulabee Dix (1878–1961), Malerin und Miniaturistin